# Parafia Nawrócenia św. Pawła w Częstochowie
Parafia Nawrócenia Świętego Pawła w Częstochowie – rzymskokatolicka parafia, położona w dekanacie Częstochowa – Najświętszej Maryi Panny Jasnogórskiej, archidiecezji częstochowskiej w Polsce, erygowana w 1988. Parafia znajduje się na Sabinowie, w dzielnicy Dźbów.